# Tricentrogyna praecellens
Tricentrogyna praecellens är en fjärilsart som beskrevs av William Schaus 1913. Tricentrogyna praecellens ingår i släktet Tricentrogyna och familjen mätare. Inga underarter finns listade i Catalogue of Life.